# Одра (Водзіслав-Шльонський)
«Одра Водзіслав-Шльонський» (пол. Odra Wodzisław Śląski) — професіональний польський футбольний клуб з міста Водзіслав-Шльонський.

## Колишні назви
- 1922: КС Одра Водзіслав-Шльонський (пол. KS [Klub Sportowy] Odra Wodzisław Śląski)
- 1933: Млодзєж Повстаньча Водзіслав-Шльонський (пол. Młodzież Powstańcza Wodzisław Śląski)
- 1939-1947: не виступав
- 1948: КС Колеяж Водзіслав-Шльонський (пол. KS Kolejarz Wodzisław Śląski)
- 1963: КС Гурник Вільхви-Водзіслав-Шльонський (пол. KS Górnik Wilchwy-Wodzisław Śląski)
- 1965: ГКС Водзіслав-Шльонський (пол. GKS [Górniczy Klub Sportowy] Wodzisław Śląski)
- 1974: ГКС Одра Водзіслав-Шльонський (пол. GKS Odra Wodzisław Śląski)
- 04.02.1992: МКС Одра Водзіслав-Шльонський (пол. MKS [Miejski Klub Sportowy] Odra Wodzisław Śląski)
- 12.07.2007: МКС Одра Водзіслав-Шльонський ССА (пол. MKS Odra Wodzisław Śląski SSA [Sportowa Spółka Akcyjna])

## Історія
У 1922 році був організований клуб, який отримав назву «Одра Водзіслав-Шльонський». У 1922 році змінив назву на «Млодзєж Повстаньча Водзіслав-Шльонський». У 1939 році клуб припинив існування.
Після Другої світової війни у 1948 році клуб відновив діяльність з новою назвою «Колеяж Водзіслав-Шльонський». У 1963 році відбулося об'єднання з клубом «Гурник Вільхви» і новоутворений клуб отримав назву «Гурник Вільхви-Водзіслав-Шльонський». У 1963 клуб перейменовано на «ГКС Водзіслав-Шльонський».
У 1974 році повернено історичну назву «Одра Водзіслав-Шльонський». У 1996 році клуб дебютував у І лізі, у якій виступає дотепер. У першому ж сезоні команда здобула бронзова медалі і дійшла до півфіналу Кубку Польщі. Також у 1997 році дебютувала в європейських турнірах. У 2009 році команда дійшла до фіналу Кубку Ліги Польщі.

## Титули та досягнення
- Чемпіонат Польщі:
  - бронзовий призер (1): 1997
- Кубок Ліги Польщі:
  - фіналіст (1): 2009

## Виступи в єврокубках

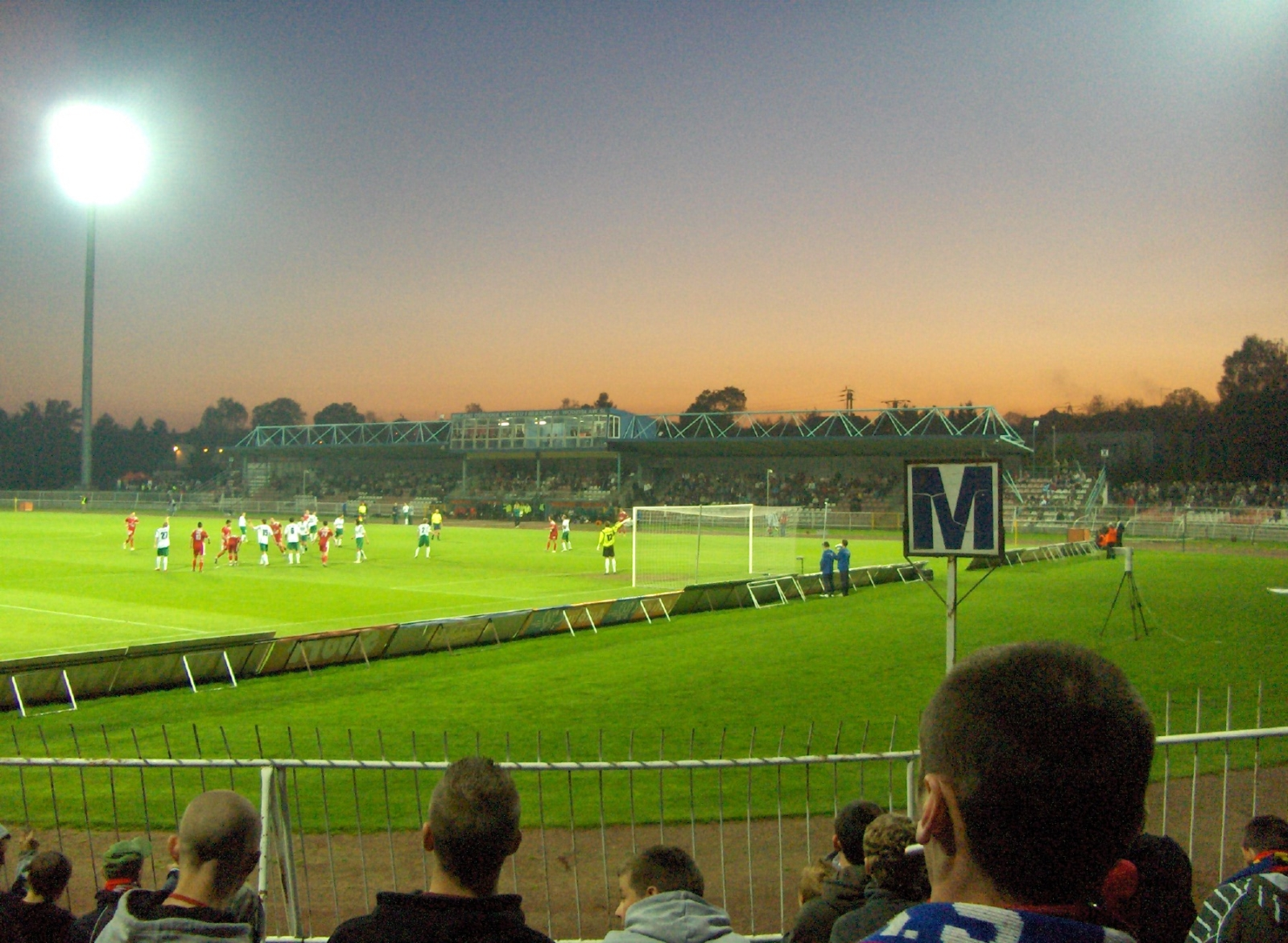
Match Odra vs Dyskobolia May 2008 in Wodzisław Śląski.

| Сезон   | Змагання        | Раунд   |                    | Клуб            | Результат |
| ------- | --------------- | ------- | ------------------ | --------------- | --------- |
| 1997    | Кубок Інтертото | Група 9 | Румунія            | Рапід Бухарест  | 2-4       |
|         |                 |         | Франція            | Ліон            | 2-5       |
|         |                 |         | Словаччина         | Жиліна          | 0-0       |
|         |                 |         | Австрія            | Аустрія Відень  | 5-1       |
| 1997/98 | Кубок УЄФА      | 1К      | Північна Македонія | Побєда          | 3-0, 1-2  |
|         |                 | 2К      | Росія              | Ротор Волгоград | 0-2, 3-4  |
| 2003    | Кубок Інтертото | 1Р      | Ірландія           | Шемрок Роверс   | 1-2, 0-1  |
| 2004    | Кубок Інтертото | 1Р      | Білорусь           | Динамо Мінськ   | 1-0, 0-2  |